# Georgios Kolokithas
Georgios Kolokithas (griechisch Γεώργιος Κολοκυθάς; * 2. November 1945 in Griechenland; † 2. März 2013 in Athen) war ein griechischer Basketballspieler.

## Karriere
Seine Karriere begann Kolokithas beim Athener Verein Sporting Athen, wo er bis 1966 unter Vertrag stand. Danach wechselte er zu Panathinaikos Athen, wo er bis zu seinem Karriereende 1972 aktiv war. Mit Panathinaikos konnte er vier Meisterschaften gewinnen und war in den Jahren 1964, 1966 und 1967 erfolgreichster Korbjäger der griechischen Meisterschaft, während er insgesamt auf 3529 Punkte in seiner Karriere kam.
Im Europapokal erreichte er mit Panathinaikos 1969 das Halbfinale im Europapokal der Pokalsieger und 1972 das Halbfinale im Europapokal der Landesmeister.

## Nationalmannschaft
Sein Debüt bei der griechischen Nationalmannschaft gab Kolokithas bei einem Freundschaftsspiel gegen die Rumänien am 20. November 1962. In den folgenden neun Jahren war Kolokithas ein fester Bestandteil der griechischen Auswahl und nahm insgesamt an drei Europameisterschaften teil. Sein letztes Spiel gab er nach 90 Länderspielen und 1807 erzielten Punkten (20,1 im Schnitt) am 4. Mai 1971 bei einem Spiel gegen Schottland. Beim 111:72-Sieg erzielte Kolokithas 36 Punkte.
Bei den Europameisterschaften 1967 (206 Punkte; 22,9 im Schnitt) und 1969 (159 Punkte; 22,7 im Schnitt) schloss Kolokithas die Turniere jeweils als erfolgreichster Korbjäger ab.

## Erfolge
- Griechischer Meister: 1967, 1969, 1971, 1972

## Auszeichnungen
- Teilnahme an Europameisterschaften: 1965, 1967, 1969